# 秋炉乡
秋炉乡，是中华人民共和国浙江省丽水市景宁畲族自治县下辖的一个乡镇级行政单位。

## 行政区划
秋炉乡下辖以下地区：
秋炉村、下圩村、坑边村、伏岩村、山头村、半山村、第一坑村、后坑村和新塘垟村。